# Zora film
Zora film bilo je poduzeće za proizvodnju i distribuciju filma koje je osnovano 1947. godine u Zagrebu. Vodeći je proizvođač obrazovnih filmova u SFR Jugoslaviji, sve do produkcije 3 igrana filma i gašenja 1963.

## Povijest
Ovo filmsko poduzeće nastaje na osnovu poduzeća Nastavni film, oformljenog 1. VII 1947. (rješenjem Savezne vlade FNRJ) kao poduzeće saveznog značaja za proizvodnju nastavno-prosvjetnih filmova. Donekle može se reći da se nastavlja i na rad hrvatskog filmskog poduzeća Zora, zavod za nacionalno edukativni film koje je grupa filmskih entuzijasta, poduzetnika, filmskih i prosvjetnih djelatnika (među kojima su bili i redatelji Oktavijan Miletić, Aleksandar Gerasimov, Marko Graf te Kamilo Brössler) osnovala 1935. radi proizvodnje namjenskih filmova za Savsku banovinu, odnosno kasnije za Banovinu Hrvatsku, a koje je uspješno djelovalo do početka Drugog svjetskog rata. 
Ime Zora film preuzima tek 1953., a u tijeku svog postojanja do 1963. godine, kao najjači jugoslavenski proizvođač obrazovnih filmova, proizvelo je ukupno 355 projekata kratkog metra: obrazovnih, nastavnih, instruktivnih, popularnoznanstvenih te dokumentarnih, kratkih igranih, lutkarskih i crtanih animiranih. Od 1960. do 1963. proizvelo je i 3 dugometražna igrana filma čija je produkcijska ambicioznost možda i dovela do propasti ovog važnog filmskog poduzeća.

## Važnija filmografija

### Dugometražni igrani filmovi
- Carevo novo ruho (1961.), redatelj: Ante Babaja; scenaristi: Hans Christian Andersen i Božidar Violić, 1h 20'
- Veliko suđenje (1961.), redatelj: Fedor Škubonja;[1] scenaristica: Stanislava Borisavljević, 1h 13'
- Igre na skelama (1961.), redatelj: Srećko Weygand; scenaristica: Zora Dirnbach, 1h 39'
- Veliko putovanje (1958.), redatelj i scenarist: Ivan Hetrich, 1h 5'

### Kratko i srednje metražni igrani filmovi
- Ženidba gospodina Marcipana (1963.), redatelj i scenarist: Vatroslav Mimica, 11' 48"
- Priča o djevojčici i sapunu (1962.), redatelj: Obrad Glušćević; scenarist: Svetislav Ruškuc, 27'
- Žiri (1962.), redatelj i scenarist: Ante Babaja; scenarist: Božidar Violić, 14'
- Iznenadjenje (1962.), redatelj: Ivan Hetrich; scenarist: Mario Hladnik, 6'
- Dolje plotovi (1962.), redatelj: Dušan Makavejev [2]; scenaristica: Stasa Jelic, - kratki dječji igrani film, 11'
- Dolje pješaci (1960.), redatelj: Mate Bogdanović; scenarist: Andro Lušičić, 14' 34"
- Posve obična priča (1960.), redatelj: Ivan Hetrich; scenarist: Dredvin Ferber, 20'
- Izgubljena olovka (1960.), redatelj: Fedor Škubonja; scenaristica: Stanislava Borisavljević, 47'
- Jurnjava za motorom (1959.), redatelj: Branko Majer, 34'
- Piko (1959.), redatelj: Srećko Weygand - kratki dječji igrani film, 47'
- Plačljivica uobražena princeza (1958.), redatelj: Josef Kluge; scenarist: Ivan Hetrich, 17'
- U našeg Martina (1958.), redatelj i scenarist: Branko Majer, 46'
- Klempo (1958.), redatelj: Nikola Tanhofer; scenarist: Vjekoslav Dobrinčić, 40'
- Veliko putovanje (1958.), redatelj i scenarist: Ivan Hetrich, 7'
- Takva pjesma sve osvaja (1958.), redatelj i scenarist: Branko Majer, 34'
- Nesporazum (1958.), redatelj: Ante Babaja; scenarist: Božidar Violić, 13'

### Animirani filmovi
- Tri junaka (1962.), redatelj: Branko Ranitović, 10' 12"
- Zahvalna metla (1962.), redatelj i scenarist: Andro Lušičić; 11' 39"
- Luda graja zbog tramvaja (1962.), redatelj: Branko Ranitović, 10' 2"
- Strah: lopta (1962.), režija i scenarij: Andro Lušičić, 10' 56"
- 2+2=3 (1961.), redatelj i scenarist: Andro Lušičić; scenarist: Saša Dobrila, 9' 35"
- Bodljan pticolovac (1961.), redatelj: Mate Bogdanović; scenarist: Krešo Golik, 11' 18"
- Pijana ulična lampa (1961.), redatelj: Saša Dobrila; scenarist: Saša Dobrila, 10' 12"
- Robot (1960.), redatelj: Saša Dobrila; 8'
- Instrument čarobnjak (1960.), redatelj: Branko Ranitović, 14' 34"
- Nisu znali jer su mali (1960.), redatelj: Branko Ranitović; scenarist: Danko Oblak, 15'
- Gliša, Raka, Njaka (1960.), redatelj: Mate Bogdanović; scenarist: Krešo Golik, 9' 50"
- Jaje (1959.) režija i scenarij: Vatroslav Mimica, 11'
- Srce u snijegu (1959.), redatelj: Branko Ranitović; scenarist: Andro Lušičić, 10' 30"
- Tri ljenčine (1959.), redatelj: Saša Dobrila; scenarist: Norbert Neugebauer, 6' 59"
- Prometni znaci ulični junaci (1958.), redatelj: Branko Ranitović, 12' 23"
- Crvenkapica (1954.), redatelji: Josip Sudar, Nikola Kostelac i Aleksandar Marks; scenarist: Marcel Čukli, 14'

### Dokumentarni, TV i namjenski filmovi
- Ljeto medvjedića (1963.) redatelj i scenarist: Branko Marjanović, 15'
- Svijet gluhe tame (1963.) redatelj i scenarist: Mate Bogdanović, 14' 34"
- Kugina kuća (1963.), redatelj i scenarist: Ivo Vrbanić, 9' 48"
- Hobotnica (1963.), redatelj: Branko Marjanović; scenaristi: Branko Marjanović i  Kruno Quien, 18' 05"
- Hiljadu stubova dalekovoda (1962.), redatelj: Ivan Hetrich; scenaristi: Ivan Hetrich i Branko Knezoci
- Ivan Meštrović (1962.), redatelj i scenarist: Šime Šimatović, 12' 02"
- Spomenici starog Egipta (1962.) redatelj i scenarist: Mate Bogdanović, 14' 34"
- Tragom medvjeda (1962.) redatelj i scenarist: Branko Marjanović, 18'
- Hramovi oteti Nilu (1962.) redatelj i scenarist: Mate Bogdanović,  14' 34"
- Plameni cvijet (1962.), redatelj: Branko Ranitović; scenaristi: Borivoje Đorđević i Branko Ranitović, 15'
- U susret oceanima (1961.), redatelj i scenarist: Mate Bogdanović, 14' 34"
- Otvoreni horizonti (1962.), redatelj: Rudolf Sremec, 12' 45"
- Radnici uče (1962.), redatelj: Rudolf Sremec, 11' 18"
- Heroji ne umiru I (1961.), redatelj: Vojdrag Berčić, 16' 02"
- Heroji ne umiru II (1961.), redatelj: Vojdrag Berčić, 15' 29"
- Od zvjezde do života (1961.), redatelj: Stjepan Velić, 8' 44"
- Romantično putovanje (1961.), redatelj i scenarist: Branko Majer, 11' 39"
- Tragom šume (1961.), redatelj i scenarist: Frano Vodopivec, 12' 45'
- Bios (1961.), redatelj: Branko Marjanović; scenaristi: Branko Marjanović i  Kruno Quien, 18' 16"
- Dioklecijanova palča u Splitu (1960.), redatelj i scenarist: Šime Šimatović, 11' 22"
- Putovanje u nevidljivi svijet (1960.), redatelj: Branko Marjanović; scenarist:  Kruno Quien, 15'
- Žute i plave poljane (1960.), redatelj: Frano Vodopivec; scenarist: Krešo Golik, 12' 45"
- Zmije otrovnice (1960.), redatelj: Branko Marjanović; scenaristi: Branko Marjanović i Antun Markić, 15'
- Pogreb Štefa Halačeka (1960.), redatelj: Branko Ranitović, 15'
- Plantaže šuma (1960.), redatelj i scenarist: Rudolf Sremec, 14' 34"
- Riječka luka (1960.), redatelj: Ante Babaja; scenaristi: Ante Babaja i Petar Cujec, 15'
- Ovaj sud ne priznajem (1960.), redatelj: Fedor Hanžeković; scenaristi: Božidar Novak i Vladimir Stopar, 18' 13"
- Uradi sam (1960.), redatelj: Ante Babaja; scenarist: Ante Babaja, 4' 34"
- Dozvane vode (1960.), redatelj: Frano Vodopivec; scenarist: Krešo Golik, 12' 45"
- Jedrenjaci (1960.), redatelj: Branko Majer; scenarist: Grgo Gamulin, 10' 03"
- Na pragu grada (1960.), redatelj: Frano Vodopivec; scenarist: Krešo Golik
- Nove obale (1960.), redatelj: Hrvoje Sarić
- Zaigrane osovine (1960.), redatelj: Frano Vodopivec; scenarist: Krešo Golik, 12' 45"
- Briga za potomstvo (1959.), redatelj: Branko Marjanović; scenaristi: Sanja Begović i Srećko Weygand, 11'
- Opasne Igre (1959.), redatelj i scenarist: Nikša Fulgosi, 13' 36"
- Proučavanje (1959.), redatelj i scenarist: Ivan Hetrich, 7' 34"
- Građani upravljaju (1959.), redatelj: Fedor Škubonja, 7'
- Svojim putem (1959.), redatelj: Fedor Škubonja; scenaristi: Fedor Škubonja i Vojo Terić, 17'
- Opasnosti pri radu u lukama (1959.), redatelj: Ante Babaja, 8'
- Jugoslavenski kras (1959.), redatelj i scenarist: Branko Marjanović,
- Koks (1959.), redatelj: Srećko Weygand; scenaristi: Sanja Begovic i Srećko Weygand, 16'
- Biljka i životinja (1959.), redatelj: Stjepan Velić, scenarist: Krešimir Kuna, 11' 30"
- Rat koji još traje (1959.), redatelj: Branko Ranitović; scenarist: Nikša Fulgosi, 14'
- Slavni sude (1959.), redatelj: Fadil Hadžić; scenarist: Krešo Novosel, 17'
- Skulptor i materija (1959.), redatelj i scenarist: Rudolf Sremec, 19' 03"
- Široki front (1959.), redatelj i scenarist: Rudolf Sremec, 5' 36"
- Zabranjena istina partijska štampa (1959.) redatelj i scenarist: Mate Bogdanović, 14' 34"
- U starom kraju (1959.), redatelj i scenarist: Mate Bogdanović, 22' 25"
- Bjeloglavi sup - lesinar (1959.), redatelj: Branko Marjanović, scenarist: Ivica Gluščević, 17'
- Kućna radinost (1958.), redatelj i scenarist: Mate Bogdanović, 12' 58"
- I radnica i majka (1958.), redatelj: Fedor Škubonja, 7'
- Za vlastite proizvode (1958.), redatelj: Fedor Škubonja; scenarist: Vojo Terić, 15'
- Male svečanosti (1958.), redatelj: Branko Ranitović, scenaristica: Ana Deanović, 16'
- Slikarske tehnike (1958.), redatelj: Srećko Weygand; scenaristi: Dimitrije Bašičević Mangelos, Hrvoje Sarić i Srećko Weygand, 14'
- Ukorak s vremenom: jugoslavensko selo (1958.), redatelj i scenarist: Rudolf Sremec, 19' 03"
- Bolest usta (1958.), redatelj: Fedor Škubonja; scenarist: Lazar Petrović, 7'
- I radnica i majka (1958.), redatelj: Fedor Škubonja; scenarist: Zvonimir Berković, 7'
- Za bolji hljeb (1958.), redatelj: Nikola Radošević, 13'
- Uzgoj šećerne repe: njega i zaštita (1958.), redatelj i scenarist: Mate Bogdanović, 9'19"
- Uzgoj šećerne repe: šećer (1957.), redatelj i scenarist: Mate Bogdanović, 9' 19"
- Uzgoj šećerne repe: selekcija (1957.), redatelj i scenarist: Mate Bogdanović, 8' 14"
- Uzgoj šećerne repe: prerada (1957.), redatelj i scenarist: Mate Bogdanović, 4' 39"
- Uzgoj šećerne repe: uvod i ugovaranje (1957.), redatelj i scenarist: Mate Bogdanović, 17' 51"
- Uzgoj šećerne repe: predsjetvena obrada (1957.), redatelj i scenarist: Mate Bogdanović, 6' 03"
- Uzgoj šećerne repe: osnovna priprema zemlje (1957.), redatelj i scenarist: Mate Bogdanović, 5' 28"
- Uzgoj šećerne repe: korištenje nuzproizvoda (1957.), redatelj i scenarist: Mate Bogdanović, 5' 19"
- Uzgoj šećerne repe: berba i prijem repe (1957.), redatelj i scenarist: Mate Bogdanović, 5' 49"
- Od zvijezda do života (1957.), redatelj: Stjepan Velić; scenarist: Nasko Frnoić, 8' 34"
- Zadruge u Virovitičkom kraju (1957.), redatelj: Srećko Weygand; scenarist: Milan Sabol, 12'
- Svetkovina kamena (1957.), redatelj i scenarist: Branko Marjanović; 17' 12"
- Iza kazališne rampe (1957.), redatelj i scenarist: Srećko Weygand; 14'
- Višestruki plodovi (1957.), redatelj: Oldrich Kadrnka; scenaristi: Ladislav Ivanček i Srećko Weygand, 7'
- Đaci i saobračaj (1957.), redatelj i scenarist: Srećko Weygand; 3'
- Rak na maternici (1957.), redatelj: Dušan Prebil; scenaristi: Ivan Bonac i Dušan Reja, 10' 08"
- Rijeka, naša najveća luka (1956.), redatelj: Srećko Weygand; scenarist: Veljko Rogić, 7'
- Gledalac i mi (1956.), redatelj: Antun Marti; scenarist: Krešo Novosel, - TV igra
- Singamoza (1955.), redatelj: Srećko Weygand; scenarist: Zvonimir Aleraj, 7'
- Kućno vatrogastvo (1955.), redatelj: Dušan Vukotić; scenarist: Bozidar Puhovski, 23'
- Takmičenje aeromodela na trgovima i aerodromima (1955.), redatelj i scenarist: Žarko Manojlović, 9'
- O kugi peradi (1954.), redatelj: Srećko Weygand; scenarist: Zvonimir Aleraj, 7'
- Izložba i sajam stoke u Prelogu (1954.), redatelj: Srećko Weygand; scenarist: Zvonimir Aleraj, 3'
- Rijeka u obnovi (1947.), redatelj i scenarist: Branko Marjanović; 14'

## Nagrade
Godine 1956. za najbolju kameru na Festivalu jugoslovenskog dokumentarnog i kratkometražnog filma u Beogradu nagrađen je Frano Vodopivec za dokumentarni film "Crne vode" redatelja Rudolfa Sremca. Na festivalu kratkog filma u Oberhausenu, godine 1959., za svoju kratku igranu komediju Nesporazum (glavne uloge: Špiro Guberina, Fahro Konjhodžić; snimatelj Tomislav Pinter) redatelj Ante Babaja dobiva specijalnu diplomu. Godine 1959. za svoj dokumentarni film "Slavni sude" redatelj Fadil Hadžić dobio je specijalnu diplomu na festivalu u Puli. Iste godine za svoje dokumentarne filmove "Briga za potomstvo" i "Bjeloglavi sup - lešinar" redatelj Branko Marjanović dobio je nagradu za fotografiju, preciznije, snimatelj tih filmova Antun Markić. Na festivalu u Veneciji 1960. godine kratki animirani film "Prometni znaci, ulični junaci" redatelja  Branka Ranilovića dobio je nagradu "Zlatni lav" u kategoriji filmova za uzrast od 7 do 12 godina. Na istom festivalu također je nagradu "Zlatni lav" te "Zlatna grana" dobio kratki igrani film za djecu  "Piko" redatelja  Srećka Weyganda . Te iste godine na Festivalu jugoslovenskog dokumentarnog i kratkometražnog filma u Beogradu za svoj dokumentarni film "Pogreb Štefa Halačeka" o slici  Ivana Generalića iz 1934., redatelj Branko Ranilović dobiva nagradu za režiju, a Krunoslav Quien treću nagradu za scenarij za film "Briga za potomstvo"  Branka Marjanovića. Godine 1962. za kratki dokumentarni film "Plameni cvijet" o  I. L. Ribaru, redatelj Branko Ranilović dobiva nagradu Zlatna medalju »Beograd« (ex aequo s filmovima "Osmeh 61"  Dušana Makavejeva, "Pod ljetnim suncem"  Obrada Gluščevića i "On" Puriše Đorđevića na Festivalu jugoslovenskog dokumentarnog i kratkometražnog filma. Za svoj kratki igrani film "Dolje plotovi" redatelj Dušan Makavejev dobiva III nagradu na Festivalu jugoslovenskog dokumentarnog i kratkometražnog filma godine 1962., a Stjepan Katušić glavnu nagradu za najbolju kameru za film "Biljka i životinja"  Stjepana Velića.

## Dramaturzi Zora filma
- Ivan Hetrich - 5 godina
- Georgij Paro - (1957. – 1959.)
- Zlatko Sudović - (1957. – 1963.)
- Kruno Quien - do 1961.
- Ante Peterlić - (1961. – 1963.)

## Popis animiranih filmova
- Crvenkapica (1955.)
- Aumsum (1956.)
- Krada I Mali (1956.)
- Ipak Se Kreće (1957.)
- Isključuje (1957.)
- Isključeno (1957.)
- Hrt 3. faze stranica (1957.)
- Krtica (1957.)
- Naš 101 Krećes (1958.)
- Sakac (1958.)
- Usfvonija (1959.)
- Sva mjesta na Zemlji (1959.)
- Djecja I Radost (1960.)
- Umjetnikov san (1960.)
- Skavac Čežponia (1960.)
- Balablok Jabuka (1961.)
- Sreća Tan (1961.)
- Ne više (1961.)
- Braća i sestre (1962.)

## Vanjske poveznice
IMDb – Zora Film - Filmografija
Zora film na Enciklopedija.hr